# Berthe Dubut
Pour les articles homonymes, voir Dubut.
Berthe Augustine Dubut, née à Saint-Ouen le 16 mars 1894 et morte à Saint-Malo le 15 juin 1983, est une sculptrice et graveuse en médailles française. 

## Biographie
Sociétaire du Salon des artistes français, elle y obtient une mention honorable en 1923.  
Lors d'une exposition et une conférence organisées par l'Université pour Tous de Bourgogne à Chalon-sur-Saône en 1993, Le Courrier - Journal de Saône-et-Loire du 12 novembre 1993 écrit : « Ce fut une remarquable artiste, sculpteur et graveur en médailles qui aurait pu connaître un destin du type de celui de Camille Claudel, mais qui, finalement, pour avoir choisi d'orienter diversement sa vie, en vint à abandonner son art…»